# Circaetus
Circaetus és un gènere d'ocells rapinyaires de la família dels accipítrids (Accipitridae). Els seus membres estan especialitzats en la caça de rèptils, especialment serps.

## Morfologia
Té una silueta semblant a la d'un aligot comú, amb una envergadura major (1,70-1,85 m), i un pes mitjà d'1,5 - 2,2 kg (les femelles solen ser lleugerament més grans i pesades que els mascles).

## Hàbitat i distribució
El seu territori de caça és qualsevol tipus d'espai obert que els permeta veure amb claredat el terreny: pistes obertes i rocoses, matolls, prats, estepes, matolls o boscos clars del Vell Món. Les espècies que viuen en zones temperades fan migracions hivernals cap al Sud.

## Alimentació
Principalment serps i llangardaixos.
Els membres d'aquest gènere cacen des d'un lloc d'observació, per exemple una branca d'arbre, davant d'una àrea oberta, o també realitzant llargs vols d'exploració del terreny.
Per empassar-se una serp, comença per la part davantera. Si la serp és molt gran o si es tracta d'una pesa per alimentar la parella o els joves, deixa fora del bec part de la cua.

## Reproducció
Aquestes àguiles busques per niar grans arbres a les zones poc freqüentades, més bé als límits del bosc que al cor de boscos densos.
El niu és una petita construcció si la comparem amb altres rapinyaires de similar grandària i normalment es troba fora del tronc, a una gran branca lateral, o en la posició apical de l'arbre.
La posta es compon d'un únic ou, que pon entre finals de març i abril. De vegades ho torna a intentar al maig, si no ha tingut èxit el primer intent (per l'oratge, pertorbació, depredació, etc.).
A les zones de muntanya, el niu es troba generalment en penya-segats o al costat d'una vall. A les àrees més planes, la ubicació del niu sembla estar marcada per la tranquil·litat de la zona.
La incubació dura uns 45 dies.

## Llistat d'espècies
Segons la classificació del Congrés Ornitològic Internacional versió 12,2, 2022, es reconeixen 6 espècies dins aquest gènere:
- Circaetus beaudouini - Sepentari del Sahel.
- Circaetus cinerascens - Serpentari cuablanc.
- Circaetus cinereus - Serpentari bru.
- Circaetus fasciolatus - Serpentari barrat.
- Circaetus gallicus - Àguila marcenca.
- Circaetus pectoralis - Serpentari pitnegre.